# 不思議の国のカンタータ 〜泣き声混じりの空想歌〜
『不思議の国のカンタータ 〜泣き声混じりの空想歌〜』（ふしぎのくにのカンタータ 〜なきごえまじりのくうそうか〜）は、日本の演劇作品。SUPER☆GiRLS 宮崎理奈プロデュース公演として2017年11月に初演、2019年2月に再演された。また同年7月には音楽ライブも開催された。

## 概要
宮崎理奈が考えた原案をもとに久保田唱が脚本として書き上げた、第1部が演劇・第2部がライブという2部構成の「演劇×音楽の新感覚エンターテインメント」である。これについて宮崎は「演劇が好きな方にはライブの新鮮さを感じてほしい、SUPER☆GiRLSのライブに来てくださる方にはライブパートと合わせて舞台を楽しんでほしいという想いから導入してみました。」「ミュージカルでも、ライブでも、舞台でもない新しいジャンルを作りたかった。」と語っている。
また、SUPER☆GiRLSをはじめ、アイドリング!!!、乙女新党、GEM、Dream5、Chubbiness、palet、PASSPO☆、Cheeky Parade、9nineなど、アイドル経験者が多く出演していることが特徴で、このキャスティングついては「元アイドルだったり、現役で活動しているアイドルさんと一緒に新しいエンターテインメントを作りたいと思ったのがキッカケで、女の子だけというところにもこだわりました。」「ライブパートには絶対にアイドルのパフォーマンスが必要だったし、もしかしたら、『カンタータ』ではアイドルのすごさを見せたいという気持ちが一番強いかもしれないですね。」と語っている。

### 初演
SANETTY Produce主催 SUPER☆GiRLS宮崎理奈プロデュース『不思議の国のカンタータ 〜泣き声混じりの空想歌〜』として、2017年11月22日から11月26日まで全8公演、新宿村LIVEで上演された。

### 再演
SANETTY Produce主催 宮崎理奈プロデュース『不思議の国のカンタータ2019』として、2019年2月13日から2月17日まで全8公演、CBGKシブゲキ!!で上演された。

### ライブ
ラジオ日本/SANETTY Produce主催 宮崎理奈プロデュース『カンタータ THE LIVE』として、2019年7月20日に全2公演、ラジアントホールで開催された。また、ライブの模様は同年8月26日（25日深夜）にラジオ日本の特別番組として放送された。この音楽ライブは物語のその後が描かれたもので、"カンタータ"の卒業ライブという設定だった。これをもって『不思議の国のカンタータ』シリーズは完結した。

## ストーリー
誰かを探して旅をしているカナデは新たな街「エルトワ」にたどり着いた。しかしその街から出るには高額な通行料を支払わなければならない。しかたなくカナデは見世物小屋「カンタータ」で歌い手として働くことになる。そこで見つけた不思議の箱。箱の中では誰かが眠り続けているという。

## キャスト
| 役名                 | 初演                                                                   | 再演                                                                       | ライブ                                        |
| -------------------- | ---------------------------------------------------------------------- | -------------------------------------------------------------------------- | --------------------------------------------- |
| カナデ               | 宮崎理奈（SUPER☆GiRLS）                                                | 宮崎理奈（SUPER☆GiRLS）                                                    | 宮崎理奈（SUPER☆GiRLS）                       |
| メイリー             | 渡邉ひかる（SUPER☆GiRLS）                                              | 渡邉ひかる（SUPER☆GiRLS）                                                  | 渡邉ひかる（SUPER☆GiRLS）                     |
| エレーナ             | 溝手るか（SUPER☆GiRLS）                                                | 吉井香奈恵（9nine）                                                        | 溝手るか                                      |
| チコ                 | 尾澤ルナ（SUPER☆GiRLS） / 其原有沙                                     | 其原有沙                                                                   | 其原有沙                                      |
| ドロシー             | 玉川来夢                                                               | 増井みお                                                                   | 増井みお                                      |
| オリヴィア           | 内村莉彩（SUPER☆GiRLS） / 西田ひらり（GEM）                            | 本西彩希帆（劇団4ドル50セント）                                            | 本西彩希帆（劇団4ドル50セント）               |
| ジュリエッタ         | 大原優乃                                                               | 鈴木友梨耶 / 鈴木真梨耶                                                    | 鈴木友梨耶 / 鈴木真梨耶                       |
| ツキヨミ             | 森岡悠（GEM） / 中﨑絵梨奈（Chubbiness）                               | 森岡悠（GEM） / 中﨑絵梨奈（Chubbiness）                                   | 森岡悠（GEM） / 中﨑絵梨奈（Chubbiness）      |
| パトリシア           | 嶋梨夏（Chubbiness） / 池山智瑛（Chubbiness）                          | 嶋梨夏（Chubbiness） / 池山智瑛（Chubbiness）                              | 嶋梨夏（Chubbiness） / 池山智瑛（Chubbiness） |
| リリアンヌ           | 片岡沙耶                                                               | 片岡沙耶                                                                   | 片岡沙耶                                      |
| ノーマ               | 君島光輝                                                               | 君島光輝                                                                   | -                                             |
| クララザワイ         | 大野未来                                                               | 大野未来                                                                   | 大野未来                                      |
| アンサンブルキャスト | 佐野愛維奈、浅田みなみ、井本朱音、岡橋咲子、桑島葵、島原舞、高橋絵里花 | 依東杏奈、加藤成美、河津璃海、花崎那奈、陽葵、藤井美里、三栗千鶴、渡部加奈 | -                                             |

※一部ダブルキャスト

## スタッフ
| 役職       | 初演                   | 再演                   |
| ---------- | ---------------------- | ---------------------- |
| 脚本・演出 | 久保田唱               | 久保田唱               |
| 舞台監督   | 住知三郎               | 住知三郎               |
| 美術       | 仁平裕也               | 仁平裕也               |
| 音楽       | 三善雅己               | 三善雅己               |
| 音響       | 古川直幸、松宮辰太郎   | 古川直幸               |
| 照明       | 谷田明彦               | 村山寛和               |
| 衣装       | moco                   | moco                   |
| ヘアメイク | 青山亜耶               | 青山亜耶               |
| スチール   | 山岸和人               | 山岸和人               |
| 宣伝美術   | 二朗松田               | 二朗松田               |
| 振付       | 松本稽古               | 松本稽古               |
| 演出助手   | 佐野愛維奈             | 小島麻奈未             |
| 制作       | 倉重千登世、新井真理子 | 倉重千登世、長浜あかね |
| 企画製作   | SANETTY Produce        | SANETTY Produce        |

## 劇中歌
劇中では下記の楽曲を含めて10曲程度が披露され、これらは第1部の演劇パートと第2部のライブパートをつなぐ重要な役割を果たしている。作詞は久保田唱、作曲は三善雅己で、再演時にはCDアルバム『不思議の国のカンタータ2019』も発売された。
- カンタータ[注 7]
  - 色を奏でるカンタータ
  - 泣き声混じりの空想歌
  - 空に描いた未来色
  - カナデの想い
- ロイヤリティギルド[注 8]
  - Notice from guild
  - No legitimacy Guild
- チームアダルト[注 9]
  - いつまでも女の子

## ラジオ番組『カンタータのラジオ』
『カンタータのラジオ』は、2019年8月26日（25日深夜）にラジオ日本で放送された特別番組である。同年7月20日に開催された『カンタータ THE LIVE』の模様を収録したものと、スタジオ収録された宮崎理奈のトークによって構成されている。